# (2915) Moskvina
(2915) Moskvina (1977 QY2; 1944 QG; 1981 QP1; 1981 SW5) ist ein ungefähr fünf Kilometer großer Asteroid des mittleren Hauptgürtels, der am 22. August 1977 vom russischen (damals: Sowjetunion) Astronomen Nikolai Stepanowitsch Tschernych am Krim-Observatorium (Zweigstelle Nautschnyj) auf der Halbinsel Krim (IAU-Code 095) entdeckt wurde. Er gehört zur Eunomia-Familie, einer Gruppe von Asteroiden, die nach (15) Eunomia benannt ist.

## Benennung
(2915) Moskvina wurde nach Walentina Nikolajewna Moskwina, einer Doktorin im Krankenhaus von Baktschyssaraj auf der Halbinsel Krim, benannt.